# Повітряна мішень

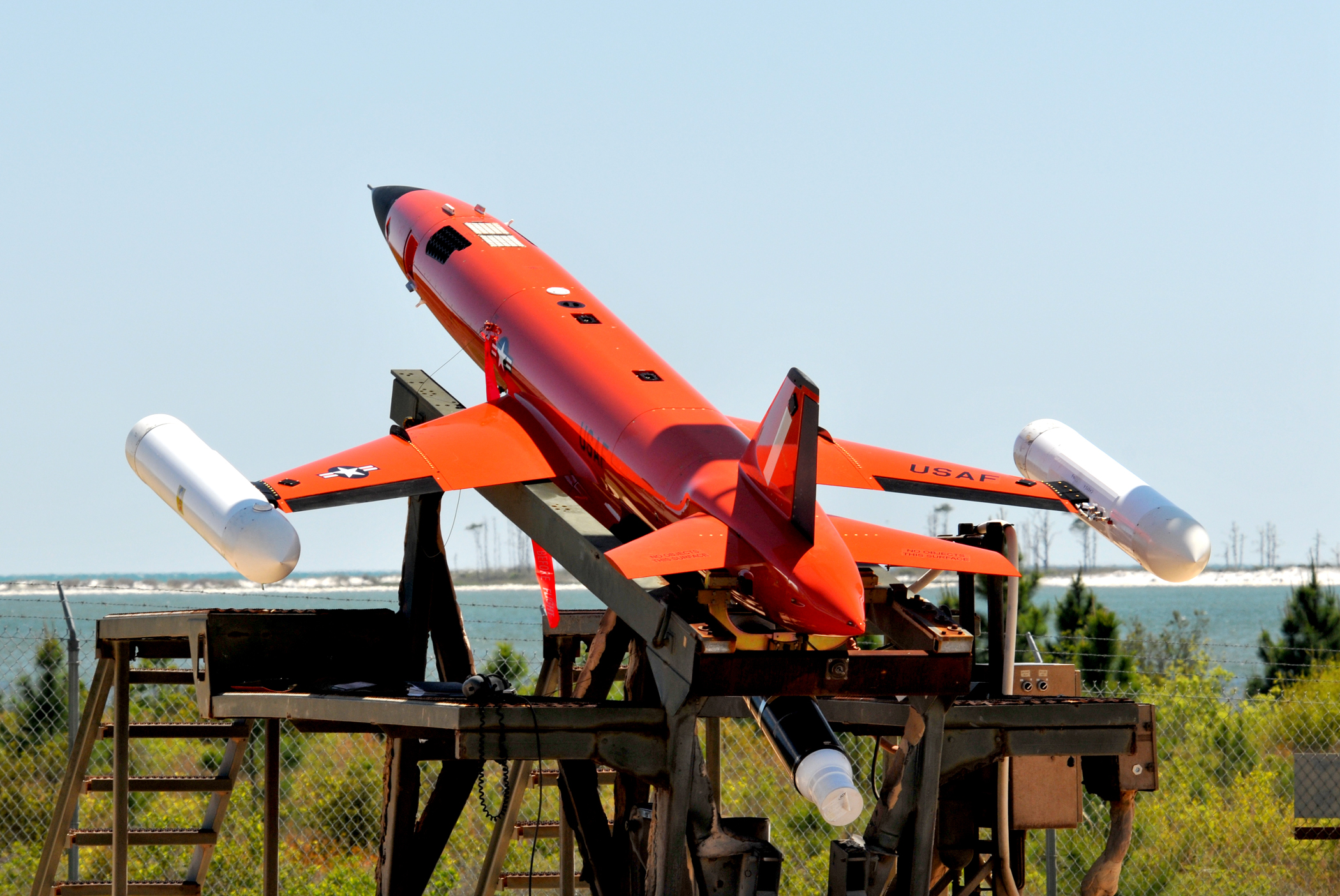
Американський на пусковому лафеті

Пові́тряна міше́нь (також дрон-мішень, літак-мішень, ракета-мішень абощо) — це літальний апарат, що застосовується для імітації повітряних цілей в рамках тренування пілотів, обслуги зенітного озброєння та радарів тощо. Може мати вигляд різних літальних апаратів, зокрема, звичайних БПЛА, ракет та літаків. Можуть також відрізнятись за способом запуску (наприклад, з катапульти, ЗПС, літака-носія абощо), встановленим обладнанням, способом керування тощо.
Завдяки дешевизні повітряні мішені можуть виконувати функції хибних повітряних цілей, імітуючи бойові ракети або літаки.

## Історія
Перші спроби створити безпілотні апарати відбувались ще до початку Першої світової. Під час війни британець Арчибальд Лоу розробив систему радіокерування, що дозволила створити перші прототипи радіокерованих літальних апаратів, включно з «крилатими ракетами» на базі тогочасних поршневих літаків. Примітно, що перший такий дрон-камікадзе мав назву Aerial Target, що в перекладі означає «повітряна мішень», для заплутування німецької розвідки. 

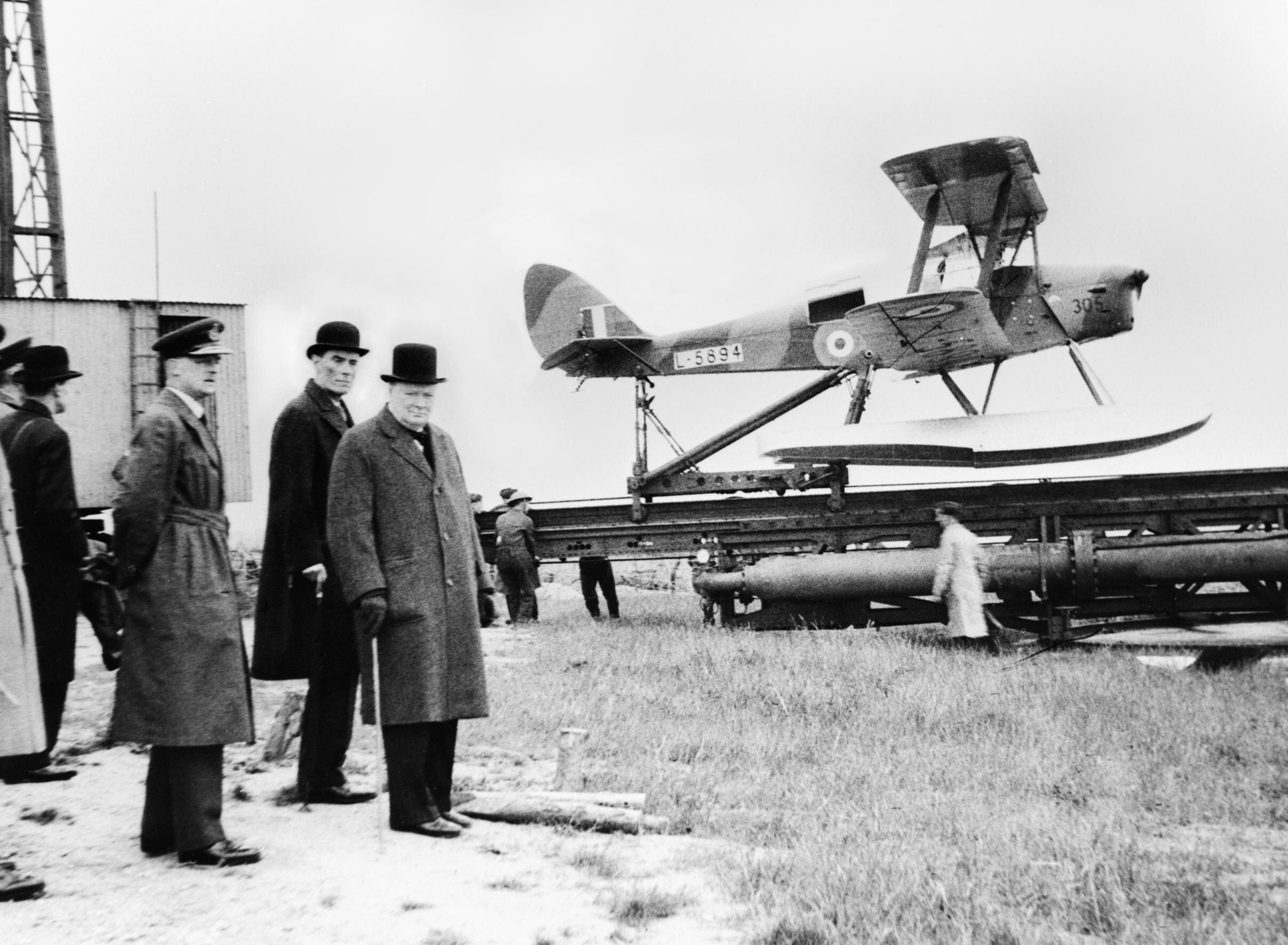
Вінстон Черчилль спостерігає за запуском радіоконтрольованого de Havilland Queen Bee

Створення серійних повітряних мішеней розпочалось у Великій Британії та США в 1930-х роках. Одним із перших став британський літак-мішень Fairey Queen, створений на базі Fairey IIIF. Найбільш відомим став de Havilland Queen Bee, створений у 1935 році. Від назви цього літака є похідним саме слово «дрон» (англ. drone), яке означає трутня, що летить в пошуку бджолиної матки (англ. queen bee) та помирає. Системи керування цих літаків були запозичені в Aerial Target зразка 1917 року.
Реджинальд Денні та інші вихідці з Королівського льотного корпусу, які були ознайомлені з розробками Лоу, заснували в 1935 компанію, що пізніше стала Radioplane. Компанія виготовляла радіокеровані дрони-мішені, найвідомішим з яких є OQ-2. Всього компанія виготовила близько 15 тисяч різних моделей тренувальних мішеней.
Після Другої світової повітряні мішені зазнали розвитку. Зокрема, з'явились їх розвідувальні варіанти з фотообладнанням, реактивні та ракетні варіанти тощо. 1960 року було створено першу крилату ракету-обманку ADM-20 Quail, яка створювала радіолокаційне зображення, схоже на таке для B-52, і мала використовуватись разом із бомбардувальниками для заплутування радянських систем ППО.
США (рідше інші країни, як Велика Британія) використовують застарілі літаки як дрони. В США ця практика розпочалась у 1960-х, коли F-104 Starfighter почали конвертувати в QF-104 та збивати в тренувальних цілях. Після того, як закінчувались літаки, їх замінювали іншими: F-102, F-100, F-4 тощо. Зрештою почались конверсії F-16, до 2022 року планувалось створити близько 200 QF-16. Знищення мішені не завжди є метою пуску, відпрацювання може проводитись на ракетах без боєголовок, або ж можуть тренуватись виявлення та наведення. Подібні практики були також в СРСР та Україні: протягом 1985—2004 Львівський ДАРЗ перетворив 150 МіГ-21 на повітряні мішені М-21.
Розробляються також сучасні повітряні мішені для імітації літаків п'ятого покоління.

## Приклади мішеней

### Поршневі

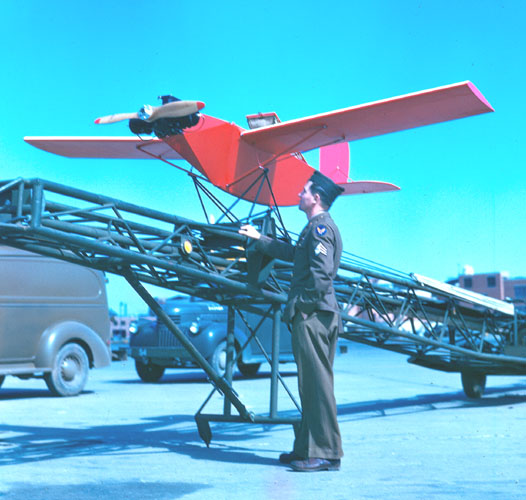
Radioplane OQ-3

- Fieseler Fi 157[en]
- Radioplane OQ-2
- MQM-170 Outlaw[en]
- «Гупало» — український дрон-мішень, що виготовляється компанією «Вітруган» під час російського вторгнення в Україну. Імітує іранські дрони «Шахед-136» для тренування розрахунків ППО.[19]

### Реактивні та ракетні

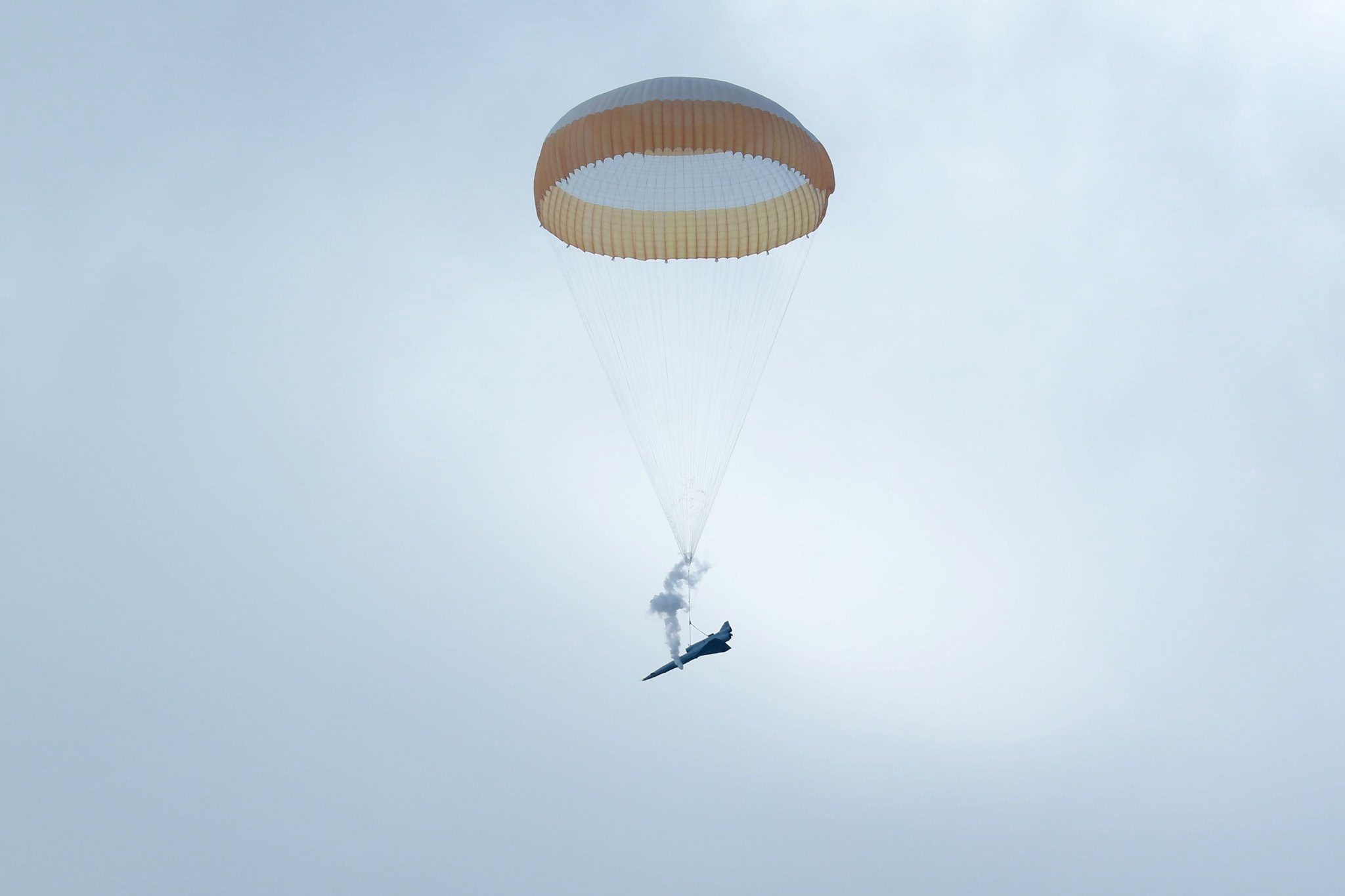
Ту-141 «Стриж» ЗСУ, що використовувався як повітряна мішень

- GAF Jindivik[en]
- BQM-74 Chukar[en]
- GTR-18 Smokey Sam[en]
- GQM-163 Coyote[en]
- Hera[en]
- Ryan Firebee[en]

- TAI Şimşek[en]
- Е95М
- Ла-17[en]
- М-143

### Літаки-мішені
- Airspeed Queen Wasp
- De Havilland Queen Bee
- М-21/
- QF-16

## Галерея

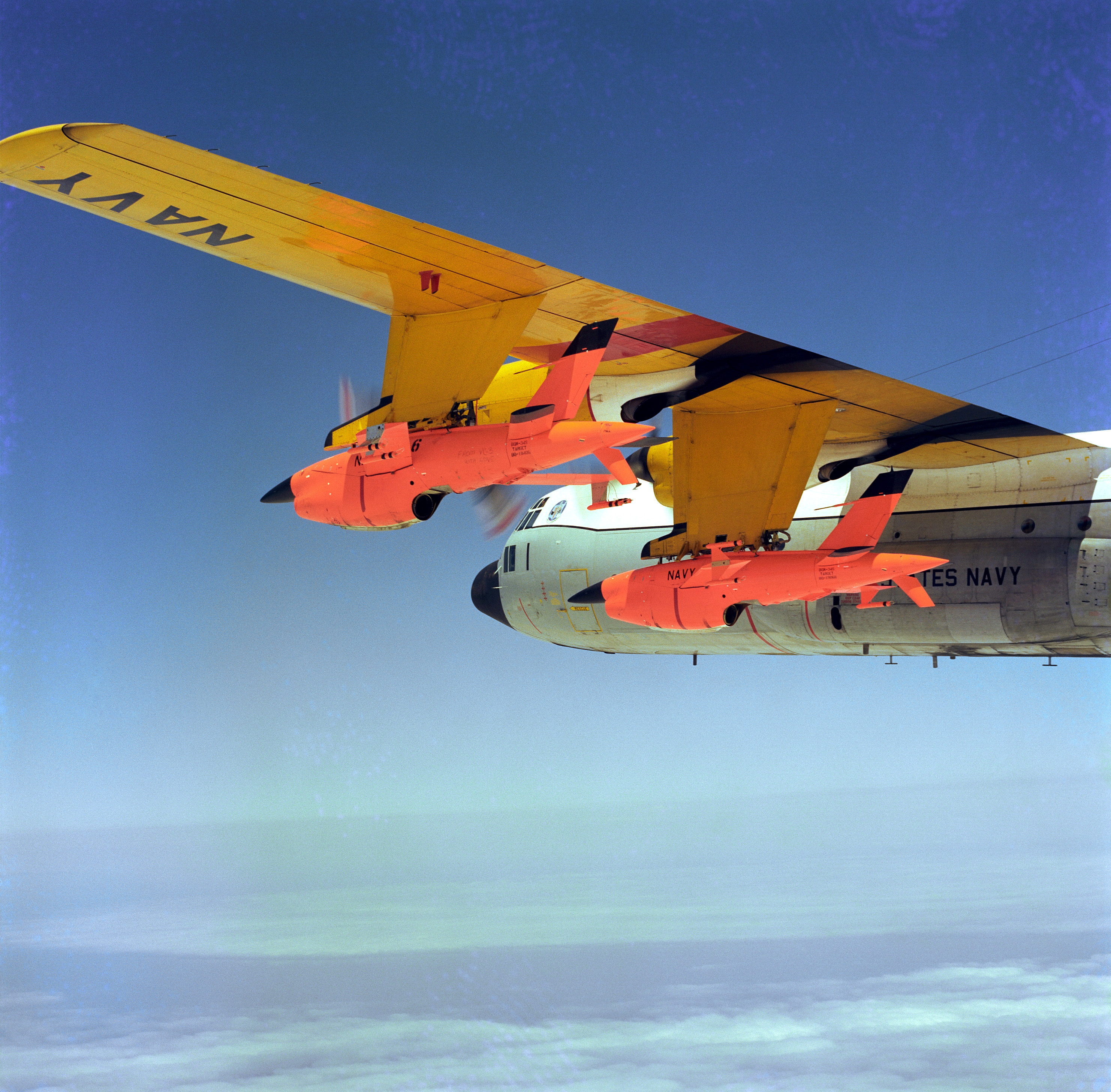
DC-130[a] з підвішеними Ryan Firebee[en]
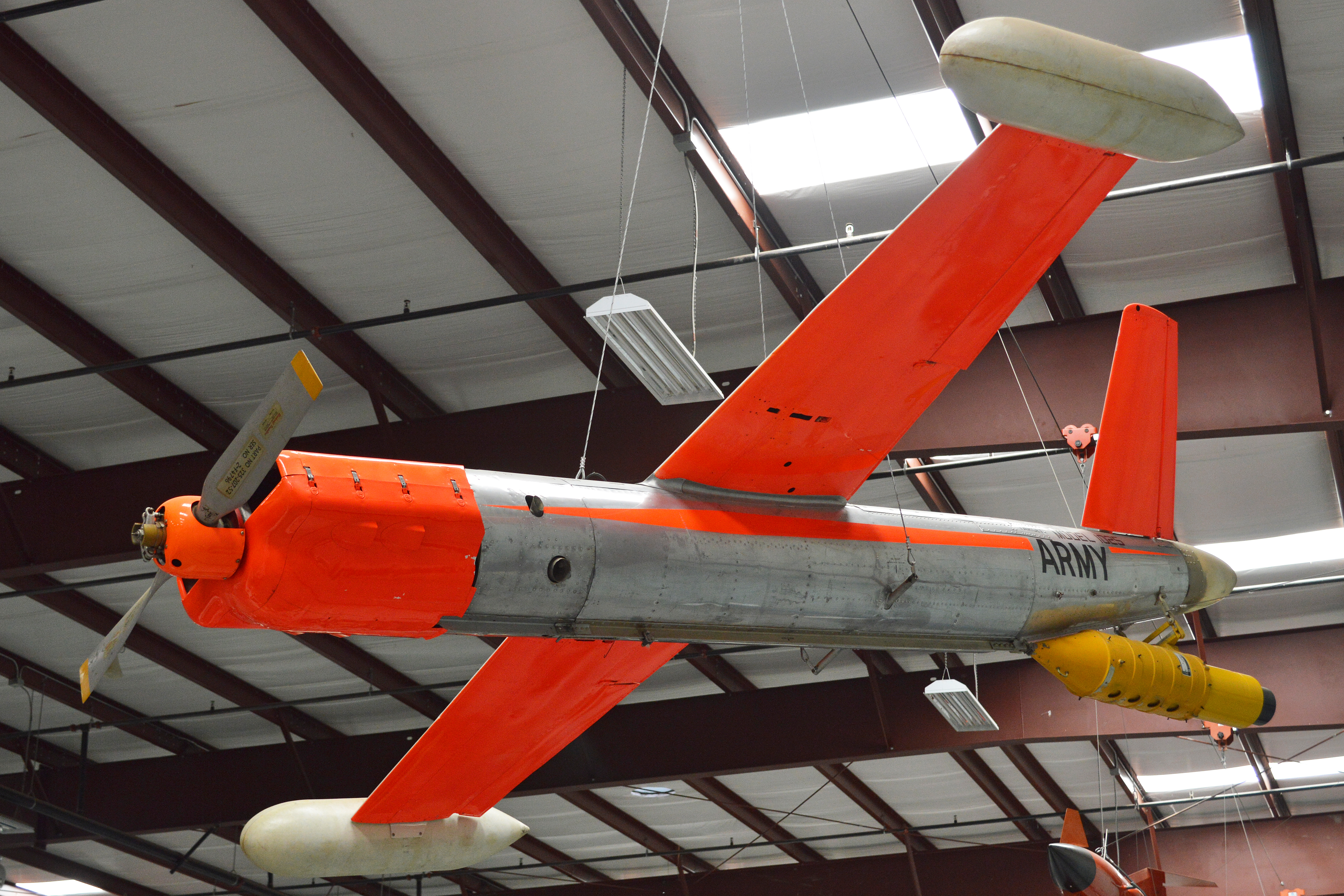
MQM-61 Cardinal[en]
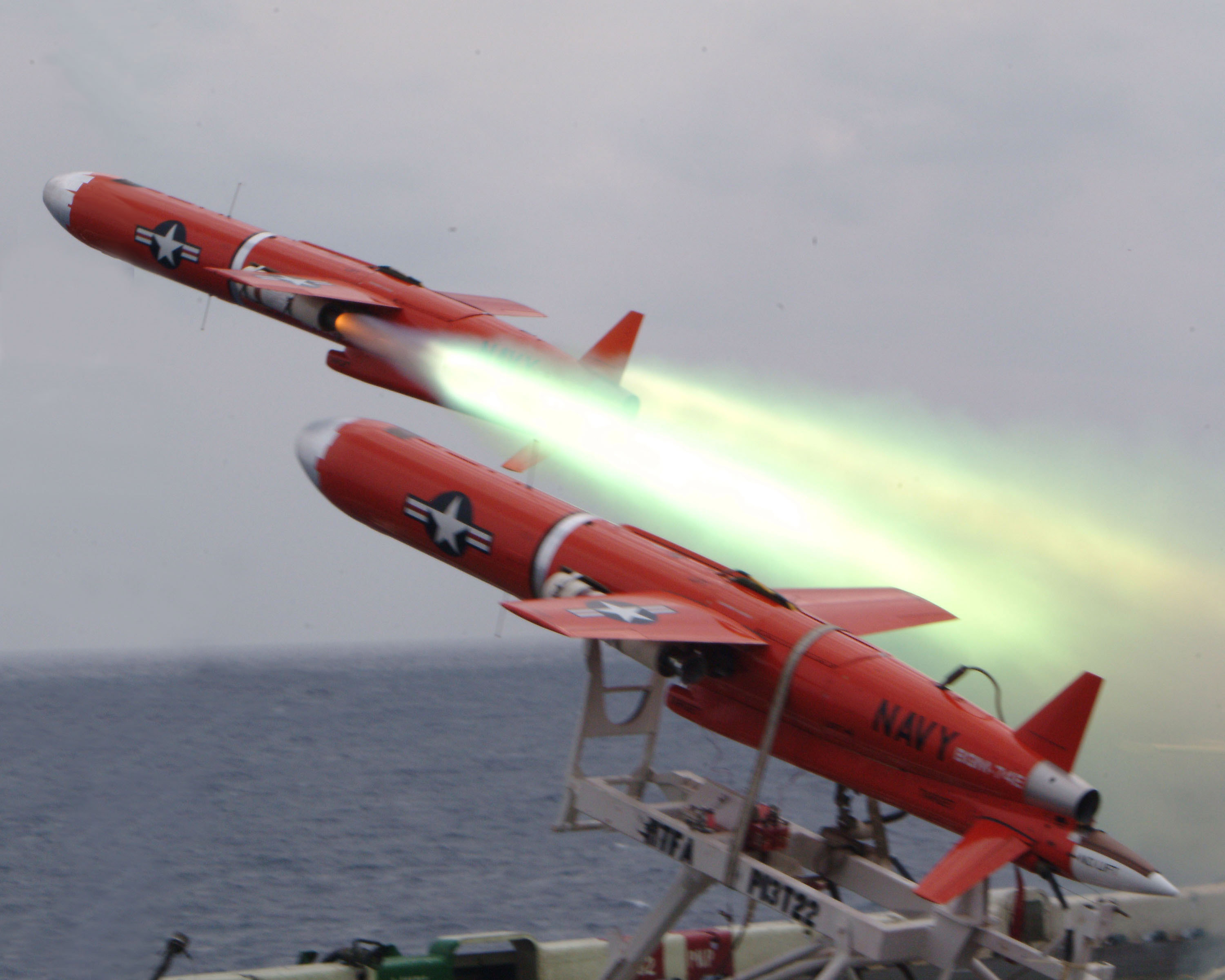
Запуск BQM-74[en] з корабля
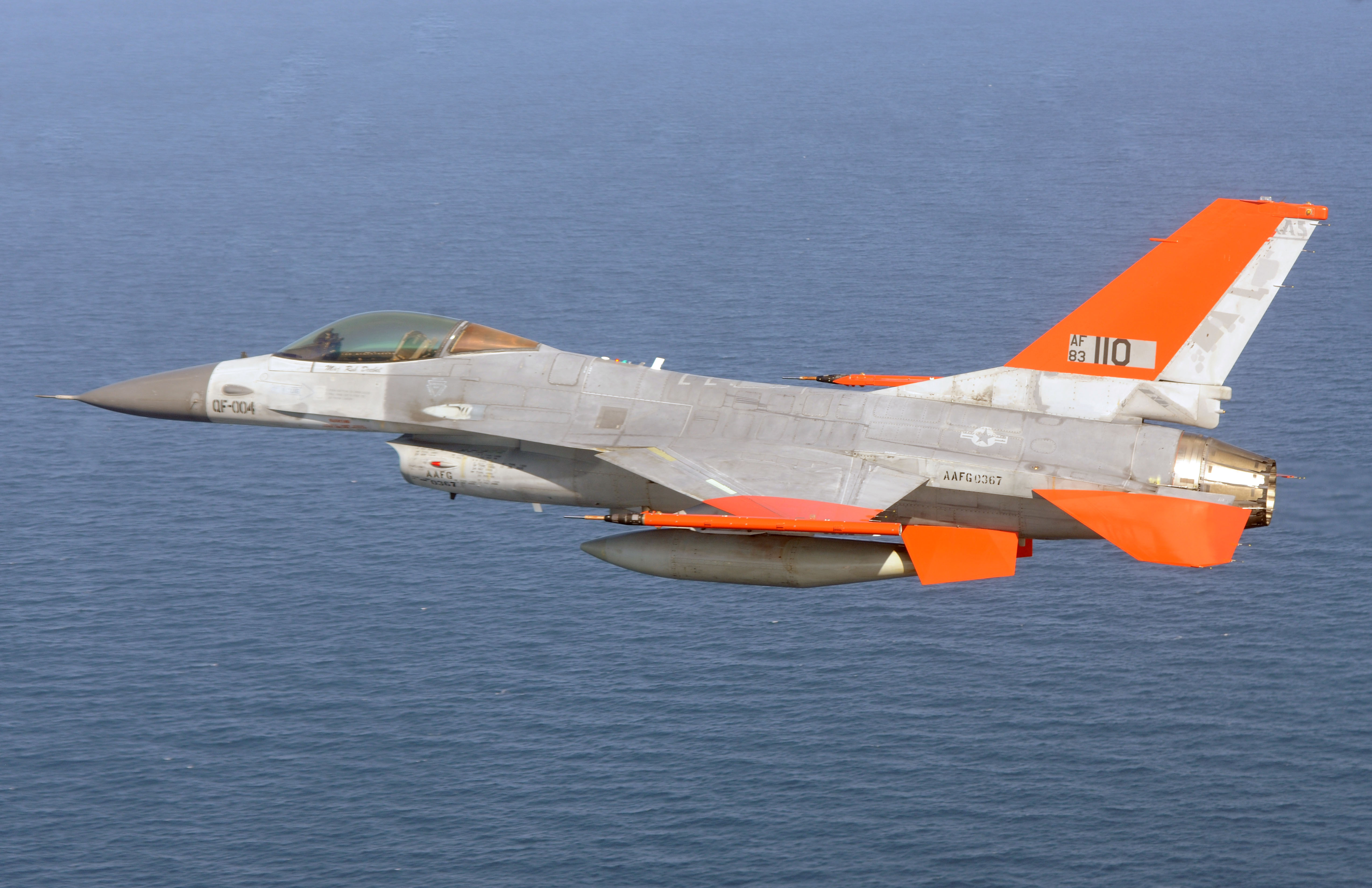
QF-16, що використовується як мішень
- Збиття QB-17 ракетою Nike Ajax

## Виноски
1. ↑  Модифікація C-130, призначена для запуску та контролю БПЛА